# Xavier Raufer
Xavier Raufer, de son vrai nom Christian de Bongain, né le 26 décembre 1946 à Paris, est un criminologue et essayiste français.
Après avoir été militant d'extrême droite dans les années 1960, il devient enseignant, notamment à l'université Paris-II Panthéon-Assas, expert en questions de criminalité, terrorisme et insécurité urbaine. 
Il publie plus d'une vingtaine d'ouvrages sur la criminalité et le terrorisme, dont quatre avec le criminologue Alain Bauer et un primé par l'Académie française. Il participe régulièrement à des publications de presse et à des émissions télévisées.

## Biographie

### Engagement à l'extrême droite
À vingt ans, de 1965 à 1966, Xavier Raufer milite au sein du mouvement d'extrême droite Occident, aux côtés de Gérard Longuet et d'Alain Madelin, et écrit pour la revue Occident Université.
À partir de juin 1969, il collabore à la revue nationaliste L'Élite européenne, dont il devient secrétaire de rédaction en mars 1970. De 1967 à 1971, Raufer collabore à plusieurs publications, dont épisodiquement à la revue Défense de l'Occident de Maurice Bardèche. En 1971, il est membre du Conseil national d’Ordre nouveau et candidat de ce parti aux élections municipales dans le 9e arrondissement de Paris[réf. nécessaire]. 
David Doucet suggère qu'il a fréquenté l'intellectuel d'extrême droite Dominique Venner.

### Activités professionnelles

#### Débuts professionnels
En 1971, dans le cadre de ce qui a été qualifié[Par qui ?] de « recyclage » des anciens des réseaux d'extrême droite,, il devient secrétaire général de l'Institut supérieur du travail (IST), organisme fondé sous l'égide de l'Institut d'histoire sociale (IHS) et de la Faculté libre de droit, d’économie et de gestion, en partenariat avec le Groupement des industries métallurgiques de la région parisienne (GIM) ; cet organisme est voué à la formation des cadres et ingénieurs en entreprise sur l'histoire et les méthodes syndicales (surtout d'extrême gauche). Xavier Raufer y croise alors de nombreux représentants des services de renseignements, dont il utilise la documentation pour les formations de l'IST ; il acquiert alors une expertise pour les questions de sécurité puis de terrorisme. L'IST est lié aux réseaux anticommunistes de Georges Albertini. 
En septembre 1973, il fonde avec Gérald Penciolelli, Alain Renault et Catherine Barnay, la société SERVICE (Société d’études et de recherches visuelles d’impression, de composition et d’édition) qui édite des brochures anti-Mitterrand et anticommunistes, pour certaines financées par l’UIMM, syndicat patronal de la métallurgie (dont notamment l'opération France-Matin). Il est promu à la direction de l'IHS, où il soutient aux côtés d'Alain Madelin le président sortant Valéry Giscard d'Estaing, s'opposant aux pro-chiraquiens, lors de la campagne présidentielle de 1981 - à la suite de laquelle il quitte l'IHS.

#### Enseignement universitaire
Entre 1986 et 2016, à l'université de Paris II, Xavier Raufer est chargé de cours à l'Institut de criminologie, anime le Centre d'études et de recherches sur la violence politique (CERVIP), puis le Département de recherche sur les Menaces criminelles contemporaines (DRMCC), où il est directeur d'études, sous la direction de François Haut. Il contribue à la revue Notes & Études de l'Institut de Criminologie, qu'il a archivée sur son site.
En 1986-1988, il donne des conférences à l'École supérieure de guerre[réf. souhaitée], à l'École d'enseignement supérieur de la Gendarmerie et au service de coopération technique internationale de Police[réf. souhaitée]. Il organise des cours autour du livre Souvenirs d'un terroriste de Boris Savinkov. 
En 2007, il soutient à la Sorbonne une thèse de géopolitique intitulée Entités, territoires, flux, dans l’aire balkanique : une géopolitique des menaces (terroristes et/ou criminelles) est-elle possible ? sous la direction de Michel Korinman.
En République populaire de Chine (RPC), il est professeur associé au département de recherches en sciences criminelles à l'université Fudan (Shanghai).

#### Médias
En 1979, il entre à L'Express et prend le nom de plume de Xavier Raufer. En 1983, il collabore à Est & Ouest, revue anticommuniste fondée par Georges Albertini. En 1984, il fait partie du comité éditorial de Contrepoint, revue du Club de l'horloge.
Dans les années 1990, il collabore au Figaro Magazine puis intervient sur Radio Courtoisie dans l'émission de Claude Reichman. Il est l'invité d'émissions télévisées, dans C dans l'air animée par Yves Calvi sur France 5, et chez Frédéric Taddeï sur France 3. 
En 2010 et 2011, il participe au magazine Ring. Il est également conseiller des éditions Ring, directeur de la collection Arès à CNRS-Editions,, et conseiller éditorial aux éditions Odile Jacob.
Depuis 2023, il dirige le Libre journal des enjeux sécurité sur Radio Courtoisie.

#### Autres activités politiques et de conseils
Dans les années 1990, aux Presses universitaires de France (PUF), Xavier Raufer devient directeur de la collection « Criminalités internationales ».
En 2021, le maire de Perpignan Louis Aliot (Rassemblement national) le recrute pour une mission d'expertise concernant la sécurité de la ville.

## Travaux et idées

### «Culture de l'excuse»
Xavier Raufer, s'élève contre « la culture de l'excuse, totem majeur de la sociologie critique, [qui] n'étudie plus les criminels mais justifie plutôt leurs actes, les innocente » et il dénonce « l'inepte couple "politique de la ville" plus "culture de l'excuse". »

### Drogues
Xavier Raufer s'oppose à la dépénalisation du cannabis. Il en analyse des effets très toxiques aux États-Unis. En juillet 2003, il annonce l'émergence croissante de la cocaïne en Europe du Sud. Il édite à ce sujet une note d'alerte rédigée collectivement avec Gilbert Canon (ex-fonctionnaire de police) et Jean Chalvidant (criminologue spécialisé dans le terrorisme basque de l'ETA, docteur en civilisation espagnole). En septembre 2007, le DRMCC édite une nouvelle note d'alerte, rédigée en coopération avec Dominique Lebleux (sociologue, ingénieur d'études à l'EHESS), Stéphane Quéré (criminologue) et Étienne Codron (criminologue, spécialisé dans les gangs criminels de motards).

### Italie et Albanie
Xavier Raufer a écrit sur la criminalité italienne et albanaise.

### Les «nouveaux dangers planétaires»
Dans Les Nouveaux Dangers planétaires (2010) Xavier Raufer dénonce ce qu'il nomme le « syndrome de Byzance », en référence à la conquête de Constantinople, le 29 mai 1453, par le sultan ottoman Mehmet II. Vers l'aboutissement du siège, un concile réunissait à Byzance une pléiade de théologiens, qui y discutaient du sexe des anges. Dans cet ouvrage, Xavier Raufer dresse un parallèle avec la situation contemporaine, où l'on discute selon lui de sujets anodins au lieu de faire face aux nouveaux dangers planétaires (terrorisme, criminalité entre autres).
Il explique dans une interview accordée à Pascal Boniface et publiée cinq jours avant l'attentat contre Charlie Hebdo, en faisant référence aux attentats récents, que ces derniers sont le fait d'individus instables comme Breivik ou Merah, alors qu'il n'y a plus de grandes organisations terroristes et que « le terrorisme comme méthodologie poursuit sa dégénérescence entamée à la fin de la Guerre froide ».

## Critiques
Les ouvrages de Xavier Raufer sont notamment critiqués par le sociologue Laurent Mucchielli, qui leur reproche une incohérence méthodologique. Selon lui, « ce que trahit sans doute [le raisonnement méthodologique de Xavier Raufer et d'Alain Bauer], c’est le fait qu'[ils] n’hésiteront pas à piocher ici ou là, dans des statistiques de provenances variées, les chiffres qui sembleront le plus justifier les interprétations qu’ils veulent faire passer auprès du lecteur. » Mucchielli, dans sa critique de l'ouvrage Violences et insécurités urbaines (1998), critique les sources statistiques utilisées par Xavier Raufer notamment celles provenant des Renseignements généraux (RG).
Xavier Raufer ayant écrit qu'« à partir [des] zones de non-droit inaccessibles aux forces de l’ordre et grouillant d’armes de guerre, assurer la logistique d’un réseau terroriste est stricto sensu un jeu d’enfant », le sociologue Laurent Bonelli y voit une caricature des banlieues.
D'une façon récurrente sont mis en cause les liens que Xavier Raufer et les autres intervenants de son centre de recherche, Jean Chalvidant et François Haut, ont, ou ont eu avec l'extrême droite. Ainsi Mathieu Rigouste estime que « ses productions idéologiques constituent une sorte d’archétype de la collusion entre l’idéologie sécuritaire et l’extrême droite. »

## Affaire judiciaire
En décembre 2014, le parquet national financier ouvre une enquête qui donne lieu à des investigations portant sur des contrats passés par la Caisse des dépôts. Celles-ci mettent au jour six contrats de prestations de service conclus avec la CDC ou la CDC internationale et deux sociétés, ainsi que deux contrats conclus par ADP avec notamment X Diagnostic représentée par Xavier Raufer (30 000 euros). Ce dernier est poursuivi pour recel de favoritisme.
Après report du procès,. Xavier Raufer est finalement condamné le 5 mars 2025 au paiement d'une amende de 30 000 euros.

## Publications

### Ouvrages
- Terrorisme, maintenant la France : la guerre des partis communistes combattants, Paris, Garnier, 336 p., 1982
- Sur la violence sociale, Alésia, 224 p., 1983
- Terrorisme-violence : réponses aux questions que tout le monde se pose, Paris, J.-J. Pauvert, 1985
- Le Cimetière des utopies: de la médecine de Molière à l'approche expérimentale : la lutte contre la délinquance et la criminalité aux États-Unis, 1960-1985, préfacé par Robert Pandraud, 249 p., Suger, 1985
- La Nébuleuse : le terrorisme du Moyen-Orient, Paris, Éditions Fayard, 404 p., 1987
- Atlas mondial de l'Islam activiste, Paris, La Table ronde, 297 p., 1991
- Le Chaos balkanique, livre coécrit avec François Haut, Paris, éd. La Table ronde, 191 p., 1992
- Les Superpuissances du crime, enquête sur le narco-terrorisme, Paris, Plon, 303 p., 1993
- Trafics et Crimes en Asie du Sud-Est : le Triangle d'or, avec Hervé Ancel, Paris, Presses universitaires de France, 1998
- Dictionnaire technique et critique des nouvelles menaces, Paris, Presses universitaires de France, 266 p., 1998
- Violences et insécurité urbaines, avec Alain Bauer, Paris, Presses universitaires de France, coll. « Que sais-je ? », 127 p., 1998-2003
- La Mafia albanaise - Une menace pour l'Europe, avec Stéphane Quéré, Éditions Favre, 144 p., 22 juin 2000
- Le Crime organisé, avec Stéphane Quéré, Paris, Presses universitaires de France, coll. « Que sais-je ? », 2000-2005
- Entreprises : les 13 menaces du chaos mondial, 2000
- L'Explosion criminelle, Éditions Valmonde et Cie, 2002
- La guerre ne fait que commencer, avec Alain Bauer, Paris, Éditions Jean-Claude Lattès, 320 p., janvier 2002  (ISBN 978-2709623520)
- Le Grand Réveil des mafias, Paris, Éditions Jean-Claude Lattès, 2003
- L'Énigme Al-Qaida, avec Alain Bauer, Paris, Éditions Jean-Claude Lattès, 2005
- La Camorra, une mafia urbaine, Paris, La Table ronde, 113 p., 2005
- La Criminalité organisée dans le chaos mondial : mafias, triades, cartels, clans, 78 p., Éditions des Riaux, 2007  (ISBN 978-2-849-01046-4)
- Atlas de l'islam radical, Paris, CNRS éditions, 2007  (ISBN 978-2-271-06577-3)
- La Face noire de la mondialisation, avec Alain Bauer, Paris, Éditions CNRS, 2009
- Les Nouveaux Dangers planétaires, chaos mondial, décèlement précoce, Paris, CNRS éditions, 2010

- Prix du maréchal-Foch 2011 de l’Académie française
- Cyber-criminologie, Paris, CNRS éditions, 2015
- Le Crime mondialisé, Paris, Éditions du Cerf, 2019
- A qui profite le djihad?, Paris, Éditions du Cerf, 2021
- Jeffrey Epstein - L'âme damnée de la IIIe culture, Paris, Éditions du Cerf, 277 p., 2023  (ISBN 978-2204150606)

### Article
- « Parier sur l'efficacité d'une opposition constructive: entretien avec Marcel Meyer et Michel Gandilhon », paru dans le numéro 1 de la revue Les Cahiers de l'In-nocence du 20 janvier 2012